# Anathallis attenuata
Anathallis attenuata är en orkidéart som först beskrevs av Robert Allen Rolfe, och fick sitt nu gällande namn av Alec M. Pridgeon och Mark W. Chase. Anathallis attenuata ingår i släktet Anathallis och familjen orkidéer.
Artens utbredningsområde är Peru. Inga underarter finns listade i Catalogue of Life.